# 加藤美由紀
加藤 美由紀（かとう みゆき、1973年10月27日 - ）は、日本のフリーアナウンサー、元富山テレビ放送の契約アナウンサー。岐阜県出身。身長155cm。血液型はA型。

## 来歴
2001年に名古屋タレントビューローに所属した後、中京テレビや三重テレビ、ケーブルテレビなどの番組でリポーターやナレーターを経験。2004年7月に富山テレビへ出向し、2011年3月まで同局の契約アナウンサーを務めた。
富山テレビとの契約の終了後は名古屋タレントビューローからシグマ・セブンeを経て、2016年10月1日にシグマ・セブンへ移籍した。

## 人物
- 秘書技能検定3級・日本漢字能力検定準2級・書道2段の資格を有する。また、名古屋タレントビューロー公式サイト内のプロフィールページでは、他にも「銀行預金初段」なる架空の資格を特技に挙げていた[2]。
- 『FNS26時間テレビ』の「FNS27局対抗!三輪車12時間耐久レース」に2年連続でメインドライバーとして参加した。

## 過去の担当番組

### テレビ番組
- インフォメーション・スポット（中京テレビ）
- 帝誘華ののんでもいいでしゅか? （中京テレビ、ナレーター）
- るるぶじゃぱん特選 湯けむりショッピング（三重テレビ）
- 味一番!店自慢（チャンネル長良川）
- とよたNOW（ひまわりネットワーク）
- マイシティいちのみや（ICCチャンネル）
- Youドキッ!たいむ（富山テレビ）
- きときとキッズ☆フォーカスイン（富山テレビ）
- めざましテレビ（フジテレビ、富山テレビ中継担当）
- 虎ノ門市場（テレビ東京系）

### ラジオ番組
- ニュース（FM AICHI）
- ニュース（Radio 80）

## その他出演作品
- プラネットジョーカー（エレン・ロックウェル）
- ウルトラマンオーブ（アナウンサーの声）